# Valero Rivera López
Valero Rivera López (Zaragoza, 14 de febrero de 1953) es un exjugador y entrenador español de balonmano. Es uno de los entrenadores más laureados de la historia de este deporte. Desde 2009 a 2013 ejerció el cargo de seleccionador nacional de la selección española de balonmano, con la que se proclamó campeón del Mundo en 2013. Después pasó a entrenar a la Selección de balonmano de Catar durante ocho años (2015-2023).
Es padre del jugador de balonmano Valero Rivera Folch, que milita en el HBC Nantes y es internacional con España.

## Biografía
Nacido en Zaragoza, fue a vivir a Barcelona a los tres meses de vida. Toda la vida ha vivido en el barrio de Les Corts de Barcelona, muy cerca de las instalaciones del F. C. Barcelona.
Estudió Ciencias de la Educación Física por el INEFC de Barcelona. Se licenció obteniendo excelentes notas en todas las materias. Curiosamente, las notas más bajas las obtuvo en las materias relacionadas con el balonmano, ya que sus ideas propias no se atenían a los cánones académicos.
Desde muy pequeño se inició en la práctica del balonmano y con 14 años, en 1966, fichó por el equipo juvenil del F. C. Barcelona. Con 19, en 1971, debutó como jugador del primer equipo, en el que permaneció 11 temporadas, llegando a ser el capitán del equipo. 
Como jugador del Barça ganó 8 títulos: 3 Ligas españolas (1972-1973, 1979-1980, 1981-1982), 3 Copas del Rey (1971-1972, 1972-1973, 1982-1983), y 2 Ligas Catalanas (1981-1982, 1982-1983). Se retiró como jugador en activo en 1983, con 31 años.
El mismo 1983 el presidente del F. C. Barcelona, José Luis Núñez le ofreció la oportunidad de dirigir el primer equipo hasta final de temporada, en sustitución del entrenador Jordi Petit, destituido a mitad de temporada. Rivera se hizo cargo del equipo y, a los pocos meses, el equipo ganó la Recopa de Europa: el primer título europeo de la entidad. Como entrenador forjó el equipo de balonmano hegemónico en la década de los 90, consiguiendo más de 50 títulos entre los que destacan seis Copas de Europa. El F. C. Barcelona fue denominado el “Dream Team” (equipo de los sueños) del balonmano, contando con la presencia de Veselin Vujović y una pléyade de jugadores españoles de primer nivel, como Enric Masip, Iñaki Urdangarín y Rafa Guijosa.
En abril de 2004, cuatro meses después de dejar el banquillo del F. C. Barcelona, Joan Laporta le nombró director general de las secciones profesionales del club, un nuevo cargo creado específicamente para él. Sin embargo, su etapa en el organigrama directivo del club estuvo plagado de conflictos. Poco después de acceder al cargo, Enric Masip renunció a su cargo de secretario técnico de la sección de balonmano por sus discrepancias con Rivera. Posteriormente, sus desavenencias con Svetislav Pešić provocaron la marcha del técnico del equipo de baloncesto, y el enfrentamiento de Rivera con parte de la directiva del club. Finalmente, presentó su dimisión en octubre de 2004.
Posteriormente participó como Director técnico del CAI Aragón.
Tras las elecciones en la Real Federación Española de Balonmano celebradas el 15 de diciembre de 2008 y la victoria de Juan de Dios Román, fue designado como nuevo seleccionador nacional, cargo que ya ostentó durante el Mundial de 1993 en Suecia, donde logró la quinta plaza.
Dirigió a la selección española que se proclamó campeona del mundo en el Mundial de España 2013, el 27 de enero de 2013. En una brillantísima final, el combinado nacional llegó a gozar de ventajas de 18 goles frente a la selección danesa (actual campeona de Europa y subcampeona del mundo). El resultado final fue España 35 - Dinamarca 19. Su hijo Valero Rivera Jr., formó parte a su vez de esa selección campeona del mundo.
Tras el campeonato mundial, pasó a dirigir la selección de Catar, a la que consiguió hacer finalista en el mundial disputado en 2015 en su propio país.
El 30 de noviembre de 2023 se hizo oficial su salida de la selección de Catar tras 8 años en el cargo.

## Trayectoria como jugador
- F. C. Barcelona: 1971-1983.

## Palmarés como jugador
- 3 Liga ASOBAL: 1972-1973, 1979-1980, 1981-1982.
- 3 Copa del Rey de Balonmano: 1971-1972, 1972-1973, 1982-1983.
- 2 Liga Catalana de Balonmano: 1981-1982, 1982-1983.

## Trayectoria como entrenador
- F. C. Barcelona: 1983-2003.
- Selección de balonmano de España: 2008-2013.
- Selección de balonmano de Catar: 2013-2023.

## Palmarés como entrenador

### Selecciones nacionales

#### Campeonato del Mundo
- Medalla de oro en el Campeonato del Mundo de 2013 (con España)
- Medalla de plata en el Campeonato del Mundo de 2015 (con Catar)
- Medalla de bronce en el Campeonato del Mundo de 2011 (con España)

#### Campeonato de Asia
- Medalla de oro en el Campeonato de Asia de 2016 (con Catar)
- Medalla de oro en el Campeonato de Asia de 2018 (con Catar)

### F. C. Barcelona
Títulos internacionales
- 6 Copas de Europa: 1990-1991, 1995-1996, 1996-1997, 1997-1998, 1998-1999 y 1999-2000.
- 5 Recopas: 1983-1984, 1984-1985, 1985-1986, 1993-1994, 1994-1995.
- 1 Copa EHF: 2002-2003.
- 5 Supercopas de Europa: 1996-1997, 1997-1998, 1998-1999, 1999-2000, 2002-2003.

Títulos nacionales
- 12 Ligas ASOBAL: 1985-1986, 1987-1988, 1988-1989, 1989-1990, 1990-1991, 1991-1992, 1995-1996, 1996-1997, 1997-1998, 1998-1999, 1999-2000, 2002-2003.
- 10 Copas del Rey: 1983-1984, 1984-1985, 1987-1988, 1989-1990, 1992-1993, 1993-1994, 1996-1997, 1997-1998, 1999-2000, 2002-2003.
- 11 Supercopas de España: 1986-1987, 1988-1989, 1989-1990, 1990-1991, 1991-1992, 1993-1994, 1996-1997, 1997-1998, 1999-2000, 2000-2001, 2003-2004.
- 5 Copas ASOBAL: 1994-1995, 1995-1996, 1999-2000, 2000-2001, 2001-2002.

Títulos locales
- 13 Ligas catalanas: 1983-1984, 1984-1985, 1987-1988, 1989-1990, 1992-1993, 1993-1994, 1996-1997.
- 7 Liga de los Pirineos: 1997, 1998, 1999, 2000, 2001, 2003.

## Premios, reconocimientos y distinciones
- Medalla de Plata de la Real Orden del Mérito Deportivo, otorgada por el Consejo Superior de Deportes (1999)
- En 2025, en su II Edición, entró a formar parte del "Hall of Fame" (Salón de la Fama) de ASOBAL.